# Gonvar
Gonvar (Ghonvār) é uma vila na província de Badaquexão, situada no nordeste do Afeganistão.